# Wpkontakt
wpkontakt (dawniej WPKontakt) – multimedialny komunikator dla systemu Windows umożliwiający rozmowy głosowe i video, wysyłanie SMS-ów, e-maili, plików, a także rozmowy konferencyjne i czaty oraz wysyłanie wiadomości głosowych, jak i od niedawna łączenie z telefonami stacjonarnymi, komórkowymi. Program jest klientem światowej sieci Jabber, a wraz z nim opcjonalnie dostarczane było jabberowe konto w domenie jabber.wp.pl. Potrafi porozumiewać się również z innymi komunikatorami: Gadu-Gadu i ICQ. Od wersji 2.5.0 możliwie jest użycie ponad 1000 kolorowych i animowanych emotikonów podczas rozmowy. Transmisja może być szyfrowana protokołem SSL. Program już w wersjach z roku 2001 oferował innowacyjne rozwiązanie – syntezy mowy tekstu wiadomości dzięki użyciu wtyczek Systemu Syntezy Mowy WP.
Od wersji 3.1.2 wpkontakt nie będzie więcej rozwijany, został zastąpiony przez nowy komunikator Spik.